# لازلو رافينسكي
لاديسلاو رافينسكي (بالرومانية: Ladislau Raffinsky) الشهير باسم لازلو رافينسكي (بالرومانية: Ladislau Raffinsky) (23 أبريل 1905 في ميسكولتش، الإمبراطورية النمساوية المجرية – 31 يوليو 1981 في كلوج-نابوكا، رومانيا) لاعب كرة قدم روماني ذو أصول مجرية كان يجيد اللعب خط الوسط. ما زال رافينسكي يحمل الرقم القياسي في تسجيل عدد الأهداف في مباراة واحدة في بطولة دوري الدرجة الأولى حيث سجل 10 أهداف لصالح نادي يوفنتوس بوخارست في مرمى نادي داكيا أونيريا برايلا موسم 1929-1930.

## السيرة الذاتية

### الأندية
بدأ رافينسكي مسيرته الرياضية في نادي أونيريا تيميشوارا سنة 1924. في السنة التالية انتقل إلى نادي سي أيه تيميشوارا وبعد سنتين انتقل إلى نادي تشينزول تيميشوارا الذي كان أحد أفضل الأندية الرومانية في ذلك الوقت [حقق 7 بطولات دوري درجة أولى متتالية من 1922 إلى 1927] ولكن النادي دخل في أزمة مالية مما أدى إلى فقدانه بطولة دوري الدرجة الأولى للمرة الأولى منذ سبع سنوات. في سنة 1929 قرر رافينسكي الرحيل عن نادي تشينيزول تيميشوارا والموافقة على الانضمام إلى نادي يوفنتوس بوخارست. في موسمه الأول 1929-1930 استطاع تحقيق بطولة دوري الدرجة الأولى وهي الأولى أيضا في تاريخ النادي. في سنة 1931 انتقل إلى نادي ريبنسيا تيميشوارا وبعد سنتين قرر الاحتراف في الخارج بالانضمام إلى نادي زيدينيتشي التشيكوسلوفاكي. في سنة 1935 عاد إلى رومانيا وانضم إلى نادي رابيد بوخارست وساهم في تحقيق بطولة كأس رومانيا 3 مرات. في 1939 بعدما حقق نادي رابيد بوخارست بطولة كأس رومانيا على حساب نادي فينوس بوخارست  أصدر وزير الداخلية وحاكم بوخارست غابرييل مارينيسكو والذي كان أيضا رئيسا لنادي فينوس بوخارست  أمرا بالقبض على 4 من لاعبي رابيد بوخارست وهم رافينسكي، يوليو باراتكي، استفان أفار، ويوان بوغدان وعندها أثارت وسائل الاعلام هذه القضية واعتبرها فضيحة بكل المقاييس مما حدا بمارينيسكو إلى إطلاق سراحهم ومحاكمتهم بتهمة الفساد واعدامه في سنة 1940. أعلن اعتزاله اللعب في 1940.

### المنتخب
لعب رافينسكي 20 مباراة دولية مع منتخب رومانيا مسجلا هدف واحد. أول مباراة دولية كانت أمام منتخب يوغوسلافيا في سنة 1929 وانتهت بالخسارة. في مباراته الدولية الرابعة سجل هدفه الدولي الأول والأخير وكان في مرمى منتخب اليونان. تقرر استدعاء رافينسكي للمشاركة مع منتخب بلاده في بطولة كأس العالم لكرة القدم 1930 التي ستقام في الأوروغواي  ولكن الشركة التي يعمل فيها أسترا رومانا رفضت التصريح له بالسفر ومنحه إجازة براتب هو وزميله أيضا إميريتش فوغل  ولكن تدخل أوكتاف لاتشيدي جعل الشركة توافق على سفرهما على متن السفينة الكونت الأخضر. لعب رافينسكي المباراتين في الدور الأول أمام بيرو ثم الأوروغواي المستضيف. في المباراة الأولى عرقل رافينسكي لاعب منتخب بيرو بلاسيدو غاليندو مما حدا بالحكم إلى طرده وبالتالي أصبح رافينسكي أول لاعب يطرد في بطولات كأس العالم  ولكن على الرغم من ذلك فإنه تم اختياره ضمن أفضل منتخب للبطولة. لم يتم استدعاء رافينسكي لتمثيل منتخب رومانيا إلا في سنة 1932 حيث ساهم في فوز منتخب رومانيا على منتخب فرنسا 6-3. بعد مشاركته في 3 مباريات متتالية أمام اليونان، بلغاريا، ويوغوسلافيا لم يتم استدعائه إلا في سنة 1937. في سنة 1938 شارك في بطولة كأس العالم الثالثة التي أقيمت في فرنسا ولعب مباراتين أمام منتخب كوبا والتين كانتا آخر مبارياته الدولية.

### الأهداف الدولية
| #  | التاريخ      | الملعب                             | المنافس | التسجيل | النتيجة | البطولة           |
| -- | ------------ | ---------------------------------- | ------- | ------- | ------- | ----------------- |
| 1. | 25 مايو 1930 | ملعب أو إن إي إف, بوخارست، رومانيا | اليونان |         | 8 – 0   | بطولة كأس البلقان |

### التدريب
على الرغم من كونه لاعبا ناجحا إلا أن رافينسكي لم يكن مدربا ناجحا. بدأ مسيرته التدريبية في سنة 1944 بتدريب نادي براهوفا بلوييشتي حتى سنة 1945 ثم انتقل لتدريب أندية الدرجتين الثانية والثالثة مثل ميكا براد، تشيميكا تارنافيني، وأورول زلاتنا. في سنة 1962 انتقل إلى نادي تيهنوفريغ. في سنة 1964 قرر رافينسكي اعتزال التدريب.

## روابط خارجية
- لازلو رافينسكي على موقع الاتحاد الدولي (مؤرشف)  (الإنجليزية)
- لازلو رافينسكي على موقع قاعدة بيانات كرة القدم.إي يو (الإنجليزية)
- لازلو رافينسكي على موقع ناشيونال فوتبول تيمز (الإنجليزية)
- لازلو رافينسكي على موقع Soccerway.com (الإنجليزية)
- لازلو رافينسكي على موقع عالم كرة القدم.نت (الإنجليزية)